# عليق أحمر
التوت البري، العليق أو العُلَّيْقُ الأَحْمَرُ أو الخِدَاشُ أو عَوْسَج إيْدَه أو العَوْسَج الجُوّي أو توت العليق ويُعرف عن الفرنسية باسم الفَرَمْبَواز (باللاتينية: Rubus idaeus) هو جنيبة تتبع جنس التوت البري من الفصيلة الوردية.

## الموطن
تنمو في أوروبا وشمال آسيا وحوض البحر الأبيض المتوسط. وينمو في الأماكن التي تنساب إليها الشمس.

## الوصف النباتي
الفرق بين التوت والعليق أن التوت شجرة كبيرة بدون أشواك أما العليق فهو شجيرة شائكة متسلقة يصل ارتفاعها إلى أربعة أمتار. لها أوراق راحية الشكل ذات 3 إلى 5 فصوص. أزهارها بيضاء إلى قرنفلية. الثمرة متكدسة وهي مجموعة حسلات لأن بداخلها بذور صغيرة. للثمرة مذاق طيب ورائحة زكية. تكون خضراء في البداية ثم تصبح بيضاء وعند النضج تصبح حمراء. تنضج في أواخر الصيف.

## معرض صور

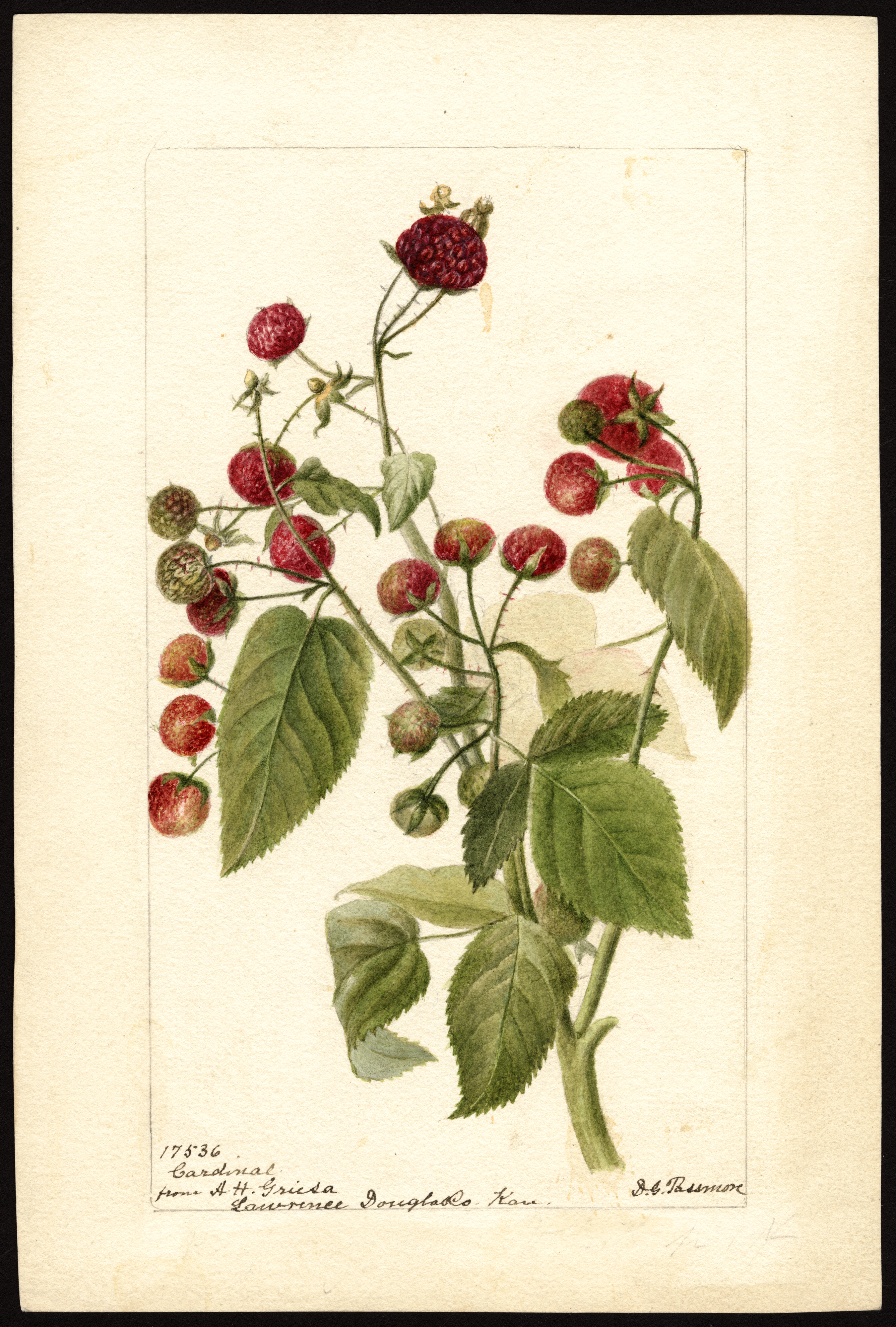
توت العليق. لوحة بالألوان المائية (1892)
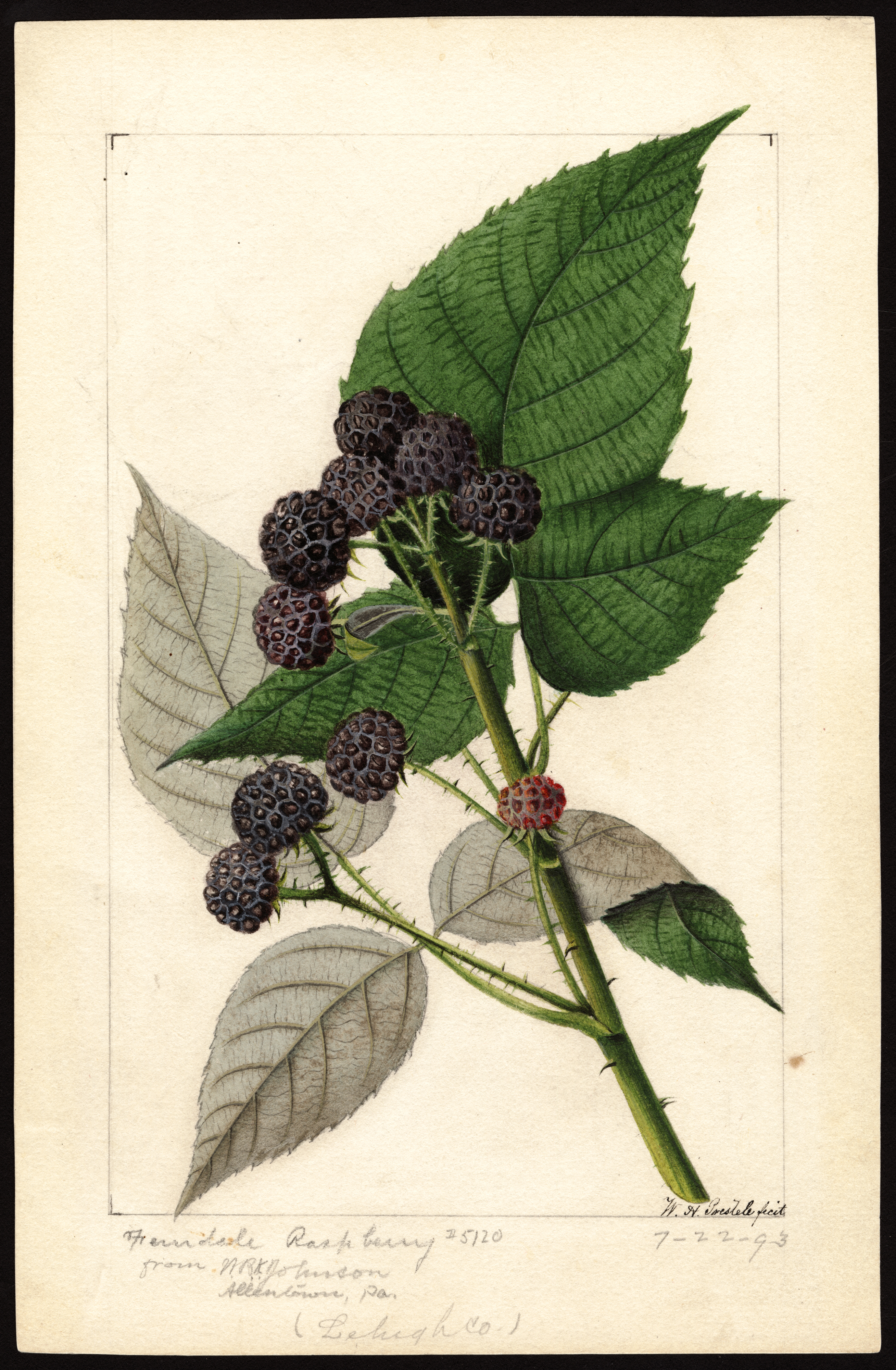
توت عليق أسود. لوحة بالألوان المائية (1893)
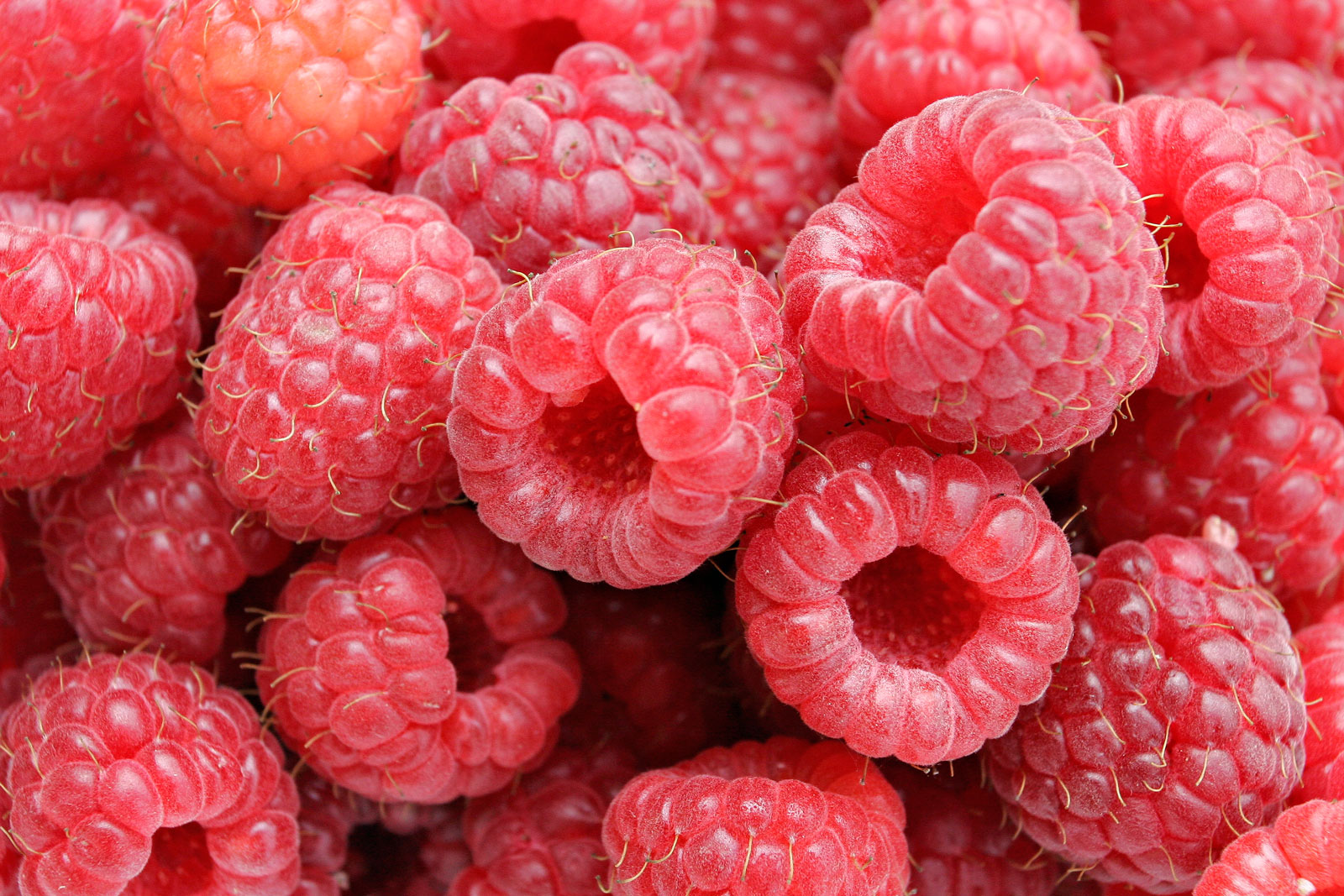
توت عليق أحمر